# Dawn Burrell

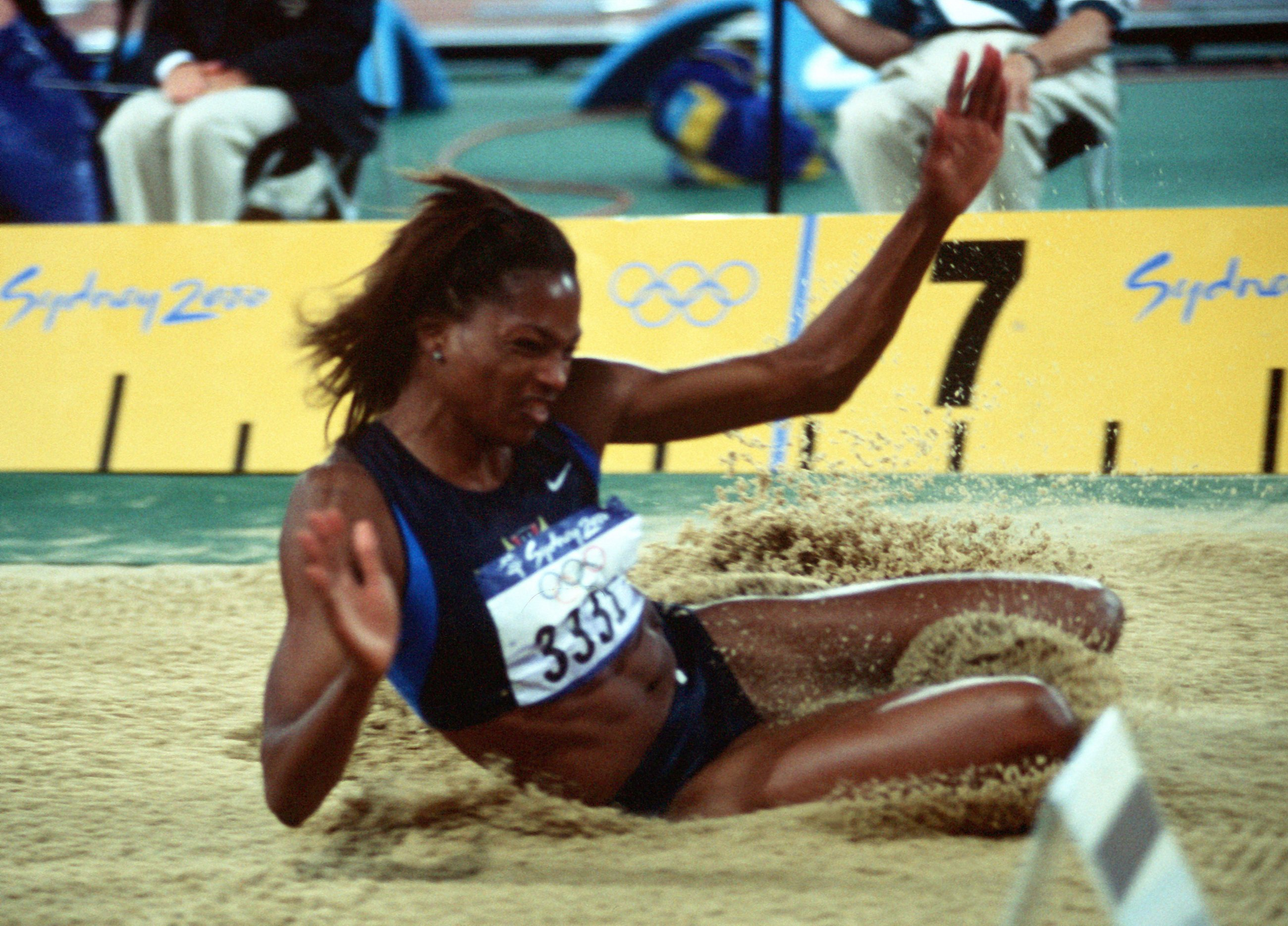
Dawn Burrell während des Weitsprungwettbewerbs bei den Olympischen Sommerspielen 2000

Dawn Burrell (* 1. November 1973 in Philadelphia) ist eine ehemalige US-amerikanische Weitspringerin. 
Ihr größter Erfolg war der Gewinn der Goldmedaille bei den Leichtathletik-Hallenweltmeisterschaften im Jahr 2001 mit 7,03 m. Bei den Olympischen Sommerspielen 2000 in Sydney erreichte sie den 11. Platz. Es war ihre einzige Teilnahme bei den Olympischen Spielen. Im Jahr zuvor war sie Sechste bei den Weltmeisterschaften in Sevilla geworden.
Ihre persönliche Bestleistung sprang Burrell 2011 bei den Hallenweltmeisterschaften, ihre beste Freiluftleistung von 6,98 m erzielte sie im Jahr 2000. Bei einer Körpergröße von 1,75 m betrug ihr Wettkampfgewicht 58 kg. Dawn Burrells Bruder Leroy Burrell war ein erfolgreicher Sprinter, der 1991 einen Weltrekord im 100-Meter-Lauf aufstellte und bei den Olympischen Spielen 1992 die Goldmedaille mit der 4-mal-100-Meter-Staffel der USA gewann.